# Лечебники
Лечебники или травники — памятники русской народной медицины, изборники (рукописные сборники), включающие помимо собственно врачебных пособий, также ряд наставлений о различных важнейших случаях в жизни, для благополучного исхода которых необходимы молитва, заговор или вещая примета. Общее содержание лечебников не отвечает их заглавию. Представляют собою «избор от мног отец и мног книг». Имели византийские и, с XVI века, западноевропейские источники. В русской письменной традиции изменялись и дополнялись, адаптируясь к местным условиям.

## Наименования
В разное время именовались по-разному: зельники, врачебники, целебники. Древнейшим названием принято считать зельник. Понятие «зелье» включало в себя не только растения. Так назывались, например, сера, камфара, ртуть. Позднее получило распространение название «травник», как более новое и обособленное наименование сочинений, содержащих описание лечебных растений. Когда в травники стали включаться лечебные средства, в состав которых входили продукты животного происхождения и минералы, сочинения, описывающие только растения, стали называться «цветники» (не путать с «цветником»-сборником мелких выписок). Термин «вертоград» (в одном из значений — сад) связан с началом искусственного разведения целебных трав в садах.

## История
Рукописные лечебники мало изучены. Не проводился сравнительный анализ текстов, не выяснено географическое распределение различных их видов. Опубликованы тексты лишь единичных лечебников.
Время возникновения первых русских лечебников неизвестно. Большинство русских рукописных лечебников представляют собой анонимные памятники и не датированы. Предполагается, что наиболее ранними их источниками были византийские и болгарские сочинения. Древнерусский лечебник первоначально, вероятно, принадлежал к числу отреченных книг. Ядром его текста предположительно были так называемые «ложные» молитвы, например, «о трясавицах», приписываемые, согласно некоторым индексам «ложных» книг, болгарскому священнику Иеремии. Позднее к тексту были присоединены записи народных заговоров, примет, выписки из различных лечебных книг и др., а ещё позднее — выписки из книг, относящихся к теме повседневной жизни, домостроительства, домоводства. В некоторых списках лечебники сближаются с древнерусскими Шестодневами и Хронографами. Как и последние, они рассказывают историю сотворения мира, жизни первых людей до потопа и т. п.
С XVI века к числу источников русских лечебников при посредстве польских присоединяются западные. Создаются выписки из произведения «Тайная Тайных», приписанного Аристотелю, «Аристотелевых Врат» (одной из еретических книг), из сочинений Альберта Великого, Михаэля Скотта, Раймунда Луллия и др. Переводы сочинений этих средневековых писателей существовали в русской среде с первой половины XVII века. «Тайная Тайных» Аристотеля (именуемого русским переводчиком «преподобный») и «Аристотелевы Врата» имели широкое распространены в западной латинской письменной традиции и принадлежали к обширному корпусу средневековой повествовательно-наставительной литературы. «Тайная Тайных» включает наставления о приметах и врачебных пособиях, которые Аристотель якобы давал своему ученику Александру Македонскому. Наставления делятся на «врата» — главы (отсюда название «Аристотелевы Врата»).
В наименовании лечебных пособий постоянно встречается латинская терминология. Упоминаются иностранные лечебные средства: «а то целба немецкая», «а то лекарство фрианское» и др. В заговорах и «отреченных» молитвах заметны следы иностранного влияния, сначала греческого, позднее латинского. Так, в ряде случаев упомянута католическая молитва Аве Мария: «Да говори 5-ю „Отче наш“ да 5-ю ави Мариа» и др.
Наибольшее распространение рукописные лечебники имели в XVI—XVII веках. В XIX веке количество рукописных лечебников снижается, они уступают место печатным.

## Типы лечебников
Списки лечебников несут следы как иностранной, так и русской редакции. Выделяются несколько их типов.
- Во многих списках иностранная и русская редактура слиты в нераздельное целое. К этому типу принадлежат, например, два списка Синодальной библиотеки, XVII века, № 480 и 481, и список Московского Румянцевского музея, № 262.
- Часть лечебников переведена с европейских языков. К переводной редакции принадлежит Травник библиотеки Царского, № 615. В конце травника указано: «Сие писано с виницейского переводу и переведена бысть с немецкого языка на словенский, а перевел полонянич Литовской, родом Любчанин». В русском переводе сборника «Тайная Тайных»[5] заметно польское влияние[3]. Типичным представителем переводных лечебников является Прохладный Вертоград — энциклопедия средневековых медицинских знаний. Этот сборник был переведён с польского Симеоном Половцевым для царевны Софьи и носит наименование: «Книга глаголемая Вертоград Прохладный, избранная от многих мудрецов о различных врачевских вещах ко здравию человекам пристоящих»[6]. Существует несколько редакций Прохладного Вертограда. С течением времени сборник подвергался изменениям. Те его части, которые казались устаревшими, отбрасывалась, вносились более новые и актуальные по мнению русского переписчика лечебные сведения[1].
- Отдельную группу лечебных книг составляют собственно травники (в узком значении). Они описывают народные наблюдения над целебными свойствами растений. Вначале указывается название лекарственной травы, затем описывается её внешний вид, место произрастания, даются указания, в какое время следует собирать траву и как её можно применять. В травниках, как и в других лечебниках, приведено большое число суеверий, примет, заговоров.
- Ещё одна группа рукописных медицинских пособий представлена собственно лечебниками (в узком значении), в которых вначале описывается болезнь или её признаки, а затем приводятся способы её излечения. Наиболее типичным примером лечебных книг этого типа является «Реестр из дохторских наук, сочиненный 7204 (1696) года Афанасием, архиепископом Холмогорским». Состоит из 53 глав. Афанасий был сподвижником Петра I и всецело поддерживал его реформы. Он был широко образованным человеком и интересовался медициной. Происхождение «Реестра» в настоящее время не изучено. Известно четыре его списка[1].

## Содержание
По объёму и содержанию русские рукописные лечебники весьма разнообразны. Они дают описание трав, целебных свойств минералов, гигиенические советы. Наряду с латинскими, греческими, немецкими названиями растений содержат также и русские. Содержат много из черт повседневной жизни. Известные лечебники включают не только врачебные пособия, но и наставления о различных важнейших случаях в жизни, для благополучного исхода которых необходимы заклинание, молитва, заговор, вещая примета, или вообще знание, находчивость. Первоначальный состав лечебников пополнялся из разных источников, часть из которых упоминаются в их тексте: «Яков Мелец сказывал», «выпись взята у Ивана Насетки, а он взял у доктора», «сказывал венецянин торговой человек» и др. Под воздействием условий, в которых лечебники имели применение, они приобретали местный характер.
По общему содержанию лечебники близки к Домострою. Отличие между ними состоит в том, что Домострой даёт повседневные наставления, в то время как лечебники прибегает и к сфере магических сил.

## Применение
Первоначально лечебники обращались в среде высших слоёв русского общества. Они переводились для царского двора, для вельмож и духовных чинов. Позднее лечебными сборниками начали пользоваться народные массы. Сведения о существовании русской медицинской школы в XVII веке не подтверждаются документально. Большая часть населения пользовалась услугами знахарей, травников, повивальных бабок, о которых имеются упоминания в писцовых книгах. Знания в области народной медицины передавались в основном устно, но часть этих сведений записывалась. Таким способом и возникали переработки рукописных лечебников. Гражданское население России продолжало пользоваться лечебниками и в XVIII веке. Как свидетельствуют пометы на рукописях, владельцами лечебников были купцы, ремесленники, духовенство и крестьяне.

## Значение
Лечебники представлют собой учебно-практические пособия и предназначались как для обучения, так и для практических целей. Включали массу различных сведений, которые распространились среди населения и нашли впоследствии отражение в книгах и календарях, например, в Брюсовом календаре. В отсутствии врачебных школ лечебники способствовали становлению специальной терминологии, разработке русского медицинского языка.